# Gilita
Gilita es una localidad del estado mexicano de Coahuila. Es parte del municipio de Viesca.

## Demografía
| Gráfica de evolución demográfica |
|                                  |

| Censo | Población |
| ----- | --------- |
| 1930  | 710       |
| 1940  | 872       |
| 1950  | 728       |
| 1960  | 969       |
| 1970  | 860       |
| 1980  | 962       |
| 1990  | 1 174     |
| 2000  | 959       |
| 2010  | 1 285     |
| 2020  | 1 208     |